# راينهارد فرانز
راينهارد فرانز (بالألمانية: Reinhard Franz)‏ (و. 1934 – مارس 2015 م) هو لاعب كرة قدم من ألمانيا، وألمانيا الشرقية، مركز لعبه هو لاعب وسط، توفي في تسفيكاو.

## روابط خارجية
- راينهارد فرانز على موقع بيانات كرة القدم. دي إي (الألمانية)
- راينهارد فرانز على موقع ناشيونال فوتبول تيمز (الإنجليزية)
- راينهارد فرانز على موقع عالم كرة القدم.نت (الإنجليزية)